# Ionel Muntean
Ionel Muntean (n. 14 decembrie 1938, Arad – d. 7 decembrie 2015, California, SUA) a fost un sculptor român.
Studii: Institutul “Ion Andreescu” din Cluj-Napoca (1967)

## Biografie și expoziții
A expus prima oară la Galați, în anul absolvirii ca apoi să participe la expozițiile colective organizate de Filiala UAP Arad la Baia Mare, Timișoara, București, Békéscsaba, Szarvas,
Zrenjanin șu Subotica.
În 1971 participă la Simpozionul de Sculptură de la Arad, în 1972 la Tabăra de sculptură Măgura, în 1977 la tabăra de creație Ecka - Iugoslavia.
În 1974, împreună cu sculptorul Emil Vitroel și arhitectul Miloș Cristea realizează „Monumentul Eroilor de la Păuliș”.
Este prezent în 1975 la Concursul internațional de ceramică de la Florența și în 1979 la expoziția de la Maidanek – Polonia, precum și la expoziția de sculptură românească de la Moscova.
Din 1982 a trăit și lucrat în California – SUA.